# Gloria Polo
Gloria Constanza Polo Ortiz (Hobo, 30 de novembro de 1958) é uma odontóloga colombiana. Ficou famosa após ser atingida por um raio e sobreviver. O acontecimento foi no dia 5 de maio de 1995 na Universidade Nacional de Bogotá, após ser reanimada e ter boa parte do corpo carbonizado ela escreveu um livro sobre o encontro que teve com Deus.
Ela diz que viveu uma espécie de julgamento de todos os seus atos aqui na Terra e que estava para ser condenada à morte eterna, quando recebeu de Jesus uma segunda chance, acompanhada de uma ordem: ela teria que mudar radicalmente de vida e testemunhar aos outros a experiência pela qual passara e informações sobre o Inferno, o Céu, o Purgatório e o Pecado. Os médicos não acreditavam que ela pudesse sobreviver. 

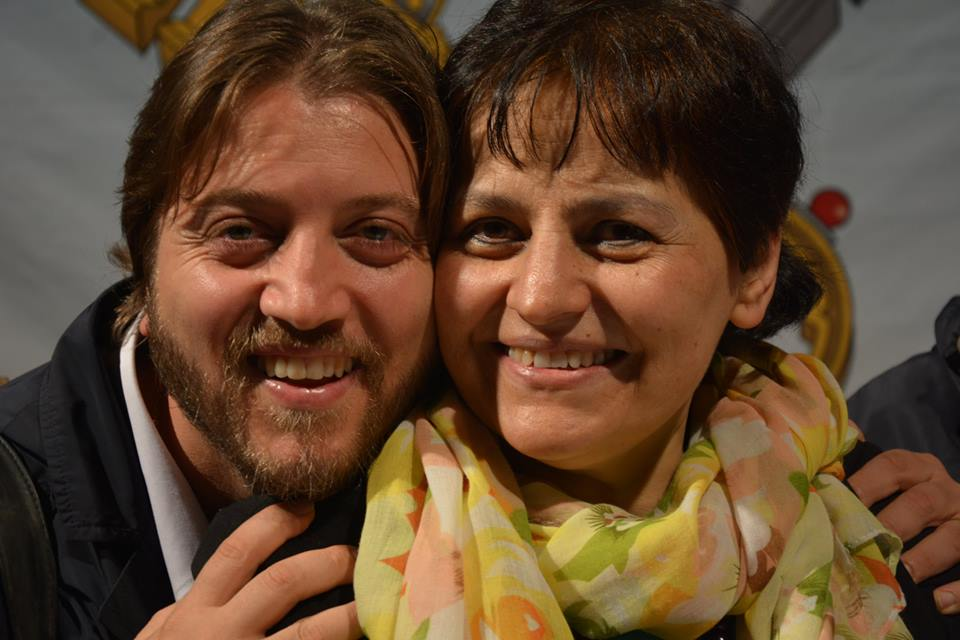
Gloria Polo e o seu tradutor Flaviano Patrzi.

A colombiana conta que, neste estado, inconsciente, teve um encontro com Jesus, logo após, Gloria saiu do coma e teve uma recuperação milagrosa. O fato foi amplamente noticiado na mídia de seu país. Gloria Polo divulga em várias partes do mundo o seu testemunho e o seu livro sem fins lucrativos.